# Världsrekordutveckling inomhus i friidrott
Nedanstående listor redogör för världsrekordutvecklingen inomhus i friidrott.
Listorna upptar endast rekord som godkänts av Internationella friidrottsförbundet, IAAF, om ej annat anges. Rekord som godkänts men senare strukits, till exempel för brott mot dopningsbestämmelser, ingår inte. Ej heller ingår äldre rekord i grenar där IAAF år 2011 ej längre noterar rekord. 
IAAF har noterat officiella rekord inomhus sedan 1987. Den första uppsättningen rekord bestod av de bästa resultat som noterats före 1 januari 1987.
+ betecknar mellantid i lopp på längre distans.

## Herrar

### 50 meter[1]
| Tid  | Person         | Land | Ort                 | Datum      |
| ---- | -------------- | ---- | ------------------- | ---------- |
| 5,61 | Manfred Kokot  | GDR  | Berlin, Östtyskland | 1973-02-04 |
| 5,61 | James Sanford  | USA  | San Diego, USA      | 1981-02-20 |
| 5,56 | Donovan Bailey | CAN  | Reno, USA           | 1996-02-09 |

### 60 meter[1]
| Tid  | Person         | Land | Ort                 | Datum      |
| ---- | -------------- | ---- | ------------------- | ---------- |
| 6,50 | Lee McRae      | USA  | Indianapolis, USA   | 1987-03-07 |
| 6,48 | Leroy Burrell  | USA  | Madrid, Spanien     | 1991-02-13 |
| 6,45 | Andre Cason    | USA  | Gent, Belgien       | 1992-01-29 |
| 6,41 | Andre Cason    | USA  | Madrid, Spanien     | 1992-02-14 |
| 6,41 | Maurice Greene | USA  | Stuttgart, Tyskland | 1998-02-01 |
| 6,39 | Maurice Greene | USA  | Madrid, Spanien     | 1998-02-03 |
| 6,39 | Maurice Greene | USA  | Atlanta, USA        | 2001-03-03 |

### 200 meter[1]
| Tid   | Person             | Land | Ort               | Datum      |
| ----- | ------------------ | ---- | ----------------- | ---------- |
| 20,36 | Bruno Marie-Rose   | FRA  | Liévin, Frankrike | 1987-02-22 |
| 20,25 | Linford Christie   | GBR  | Liévin, Frankrike | 1995-02-19 |
| 19,92 | Frankie Fredericks | NAM  | Liévin, Frankrike | 1996-02-18 |

### 400 meter[1]
| Tid   | Person           | Land | Ort                        | Datum      |
| ----- | ---------------- | ---- | -------------------------- | ---------- |
| 45,41 | Thomas Schönlebe | GDR  | Wien, Österrike            | 1986-02-09 |
| 45,05 | Thomas Schönlebe | GDR  | Sindelfingen, Västtyskland | 1988-02-05 |
| 45,02 | Danny Everett    | USA  | Stuttgart, Tyskland        | 1992-02-02 |
| 44,97 | Michael Johnson  | USA  | Reno, USA                  | 1995-02-10 |
| 44,63 | Michael Johnson  | USA  | Atlanta, USA               | 1995-03-04 |
| 44,57 | Kerron Clement   | USA  | Fayetteville, USA          | 2005-03-12 |

### 800 meter[1]
| Tid     | Person          | Land | Ort              | Datum      |
| ------- | --------------- | ---- | ---------------- | ---------- |
| 1.44,91 | Sebastian Coe   | GBR  | Cosford, GBR     | 1983-03-12 |
| 1.44,84 | Paul Ereng      | KEN  | Budapest, Ungern | 1989-03-04 |
| 1.43,96 | Wilson Kipketer | DEN  | Paris, Frankrike | 1997-03-07 |
| 1.42,67 | Wilson Kipketer | DEN  | Paris, Frankrike | 1997-03-09 |

### 1 000 meter[1]
| Tid     | Person             | Land | Ort                        | Datum      |
| ------- | ------------------ | ---- | -------------------------- | ---------- |
| 2.18,00 | Igor Lotarev       | URS  | Moskva, Sovjetunionen      | 1987-02-14 |
| 2.16,4  | Rob Druppers       | NED  | Haag, Nederländerna        | 1988-02-20 |
| 2.15,26 | Noureddine Morceli | ALG  | Birmingham, Storbritannien | 1992-02-22 |
| 2.15,26 | Wilson Kipketer    | DEN  | Stuttgart, Tyskland        | 2000-02-06 |
| 2.14,96 | Wilson Kipketer    | DEN  | Birmingham, Storbritannien | 2000-02-20 |

### 1 500 meter[1]
| Tid     | Person             | Land | Ort                  | Datum      |
| ------- | ------------------ | ---- | -------------------- | ---------- |
| 3.36,04 | José Luis González | ESP  | Oviedo, Spanien      | 1986-03-01 |
| 3.35,6+ | Marcus O'Sullivan  | IRL  | East Rutherford, USA | 1989-02-10 |
| 3.34,20 | Peter Elliott      | GBR  | Sevilla, Spanien     | 1990-02-27 |
| 3.34,16 | Noureddine Morceli | ALG  | Sevilla, Spanien     | 1991-02-28 |
| 3.31,18 | Hicham El Guerrouj | MAR  | Stuttgart, Tyskland  | 1997-02-02 |

### 1 engelsk mil[1]
| Tid     | Person             | Land | Ort                  | Datum      |
| ------- | ------------------ | ---- | -------------------- | ---------- |
| 3.49,78 | Eamonn Coghlan     | IRL  | East Rutherford, USA | 1983-02-27 |
| 3.48,45 | Hicham El Guerrouj | MAR  | Gent, Belgien        | 1997-02-12 |

### 3 000 meter[1]
| Tid     | Person             | Land | Ort                  | Datum      |
| ------- | ------------------ | ---- | -------------------- | ---------- |
| 7.39,2+ | Emiel Puttemans    | BEL  | Berlin, Västtyskland | 1973-02-18 |
| 7.37,31 | Moses Kiptanui     | KEN  | Sevilla, Spanien     | 1992-02-20 |
| 7.35,15 | Moses Kiptanui     | KEN  | Gent, Belgien        | 1995-02-12 |
| 7.30,72 | Haile Gebrselassie | ETH  | Stuttgart, Tyskland  | 1996-02-04 |
| 7.26,15 | Haile Gebrselassie | ETH  | Karlsruhe, Tyskland  | 1998-01-25 |
| 7.24,90 | Daniel Komen       | KEN  | Budapest, Ungern     | 1998-02-06 |

### 5 000 meter[1]
| Tid      | Person             | Land | Ort                        | Datum      |
| -------- | ------------------ | ---- | -------------------------- | ---------- |
| 13.20,4  | Suleiman Nyambui   | TAN  | New York, USA              | 1981-02-06 |
| 13.10,98 | Haile Gebrselassie | ETH  | Sindelfingen, Tyskland     | 1996-01-27 |
| 12.59,04 | Haile Gebrselassie | ETH  | Stockholm, Sverige         | 1997-02-20 |
| 12.51,48 | Daniel Komen       | KEN  | Stockholm, Sverige         | 1998-02-19 |
| 12.50,38 | Haile Gebrselassie | ETH  | Birmingham, Storbritannien | 1999-02-14 |
| 12.49,60 | Kenenisa Bekele    | ETH  | Birmingham, Storbritannien | 2004-02-20 |

### 50 meter häck[1]
| Tid  | Person     | Land | Ort         | Datum      |
| ---- | ---------- | ---- | ----------- | ---------- |
| 6,25 | Mark McKoy | CAN  | Kobe, Japan | 1986-03-05 |

### 60 meter häck[1]
| Tid  | Person        | Land | Ort                     | Datum      |
| ---- | ------------- | ---- | ----------------------- | ---------- |
| 7,36 | Greg Foster   | USA  | Los Angeles, USA        | 1987-01-16 |
| 7,36 | Colin Jackson | GBR  | Glasgow, Storbritannien | 1994-02-12 |
| 7,30 | Colin Jackson | GBR  | Sindelfingen, Tyskland  | 1994-03-06 |

### Höjd[1]
| Tid  | Person           | Land | Ort                  | Datum      |
| ---- | ---------------- | ---- | -------------------- | ---------- |
| 2.41 | Patrik Sjöberg   | SWE  | Pireus, Grekland     | 1987-02-01 |
| 2.42 | Carlo Thränhardt | FRG  | Berlin, Västtyskland | 1988-02-26 |
| 2.43 | Javier Sotomayor | CUB  | Budapest, Ungern     | 1989-03-04 |

### Stav[1]
| Tid  | Person           | Land | Ort                      | Datum      |
| ---- | ---------------- | ---- | ------------------------ | ---------- |
| 5.97 | Sergey Bubka     | URS  | Turin, Italien           | 1987-03-17 |
| 6.00 | Rodion Gataullin | URS  | Leningrad, Sovjetunionen | 1989-01-22 |
| 6.02 | Sergey Bubka     | URS  | Homel, Sovjetunionen     | 1989-02-04 |
| 6.03 | Sergey Bubka     | URS  | Osaka, Japan             | 1989-02-11 |
| 6.05 | Sergey Bubka     | URS  | Donetsk, Sovjetunionen   | 1990-03-17 |
| 6.08 | Sergey Bubka     | URS  | Volgograd, Sovjetunionen | 1991-02-09 |
| 6.10 | Sergey Bubka     | URS  | San Sebastián, Spanien   | 1991-03-15 |
| 6.11 | Sergey Bubka     | URS  | Donetsk, Sovjetunionen   | 1991-03-19 |
| 6.12 | Sergey Bubka     | URS  | Grenoble, Frankrike      | 1991-03-23 |
| 6.13 | Sergey Bubka     | EUN  | Berlin, Tyskland         | 1992-02-21 |
| 6.14 | Sergey Bubka     | UKR  | Liévin, Frankrike        | 1993-02-13 |
| 6.15 | Sergey Bubka     | UKR  | Donetsk, Ukraina         | 1993-02-21 |

### Längd[1]
| Tid  | Person     | Land | Ort           | Datum      |
| ---- | ---------- | ---- | ------------- | ---------- |
| 8.79 | Carl Lewis | USA  | New York, USA | 1984-01-27 |

### Tresteg[1]
| Tid   | Person           | Land | Ort                    | Datum      |
| ----- | ---------------- | ---- | ---------------------- | ---------- |
| 17.76 | Mike Conley      | USA  | New York, USA          | 1987-02-27 |
| 17.77 | Leonid Voloshin  | RUS  | Grenoble, Frankrike    | 1994-02-06 |
| 17.83 | Aliecer Urrutia  | CUB  | Sindelfingen, Tyskland | 1997-03-01 |
| 17.83 | Christian Olsson | SWE  | Budapest, Ungern       | 2004-03-07 |
| 17.90 | Teddy Tamgho     | FRA  | Doha, Qatar            | 2010-03-14 |
| 17.91 | Teddy Tamgho     | FRA  | Aubiere, Frankrike     | 2011-02-20 |
| 17.92 | Teddy Tamgho     | FRA  | Paris, Frankrike       | 2011-03-06 |
| 17.92 | Teddy Tamgho     | FRA  | Paris, Frankrike       | 2011-03-06 |

### Kula[1]
| Tid   | Person         | Land | Ort                 | Datum      |
| ----- | -------------- | ---- | ------------------- | ---------- |
| 22.26 | Werner Günthör | SUI  | Magglingen, Schweiz | 1987-02-08 |
| 22.66 | Randy Barnes   | USA  | Los Angeles, USA    | 1989-01-20 |

### Sjukamp[1]
| Tid  | Person            | Land | Ort                        | Datum      |
| ---- | ----------------- | ---- | -------------------------- | ---------- |
| 6273 | Christian Plaziat | FRA  | Nogent-sur-Oise, Frankrike | 1990-02-11 |
| 6289 | Christian Plaziat | FRA  | Nogent-sur-Oise, Frankrike | 1992-02-02 |
| 6418 | Christian Plaziat | FRA  | Genua, Italien             | 1992-02-29 |
| 6476 | Dan O'Brien       | USA  | Toronto, Kanada            | 1993-03-14 |
| 6499 | Ashton Eaton      | USA  | Fayetteville, USA          | 2010-03-13 |
| 6568 | Ashton Eaton      | USA  | Tallinn, Estland           | 2011-02-06 |

### 5000 meter gång[1]
| Tid      | Person              | Land | Ort                      | Datum      |
| -------- | ------------------- | ---- | ------------------------ | ---------- |
| 18.27,79 | Mikhail Shchennikov | URS  | Indianapolis, USA        | 1987-03-07 |
| 18.27,10 | Mikhail Shchennikov | URS  | Budapest, Ungern         | 1989-03-05 |
| 18.23,88 | Frants Kostyukevich | URS  | Volgograd, Sovjetunionen | 1991-02-09 |
| 18.23,55 | Mikhail Shchennikov | URS  | Sevilla, Spanien         | 1991-03-10 |
| 18.23,10 | Grigoriy Kornev     | EUN  | Moskva, Sovjetunionen    | 1992-02-02 |
| 18.15,25 | Grigoriy Kornev     | EUN  | Moskva, Sovjetunionen    | 1992-02-07 |
| 18.07,08 | Mikhail Shchennikov | URS  | Moskva, Ryssland         | 1995-02-14 |

### 4 x 200 meter[1]
| Tid     | Lag            | Land | Ort                     | Datum      |
| ------- | -------------- | ---- | ----------------------- | ---------- |
| 1,22,32 | Italien        | ITA  | Turin, Italien          | 1984-02-11 |
| 1,22,11 | Storbritannien | GBR  | Glasgow, Storbritannien | 1991-03-03 |

### 4 x 400 meter[1]
| Tid     | Lag           | Land | Ort                     | Datum      |
| ------- | ------------- | ---- | ----------------------- | ---------- |
| 3,05,9  | Sovjetunionen | URS  | Wien, Österrike         | 1970-03-14 |
| 3,05,21 | USA           | USA  | Glasgow, Storbritannien | 1989-03-10 |
| 3,03,05 | Tyskland      | GER  | Sevilla, Spanien        | 1991-03-10 |
| 3,02,83 | USA           | USA  | Maebashi, Japan         | 1999-03-07 |

### 4 x 800 meter[1]
| Tid     | Lag                          | Land | Ort              | Datum      |
| ------- | ---------------------------- | ---- | ---------------- | ---------- |
| 7,17,8  | Sovjetunionen                | URS  | Sofia, Bulgarien | 1971-03-14 |
| 7,13,94 | Global Athletics & Marketing | USA  | Boston, USA      | 2000-02-06 |

## Damer

### 50 meter[6]
| Tid   | Person                           | Land | Ort                 | Datum      |
| ----- | -------------------------------- | ---- | ------------------- | ---------- |
| 6,11  | Marita Koch                      | GDR  | Grenoble, Frankrike | 1980-02-02 |
| 6,09  | Zhanna Tarnopolskaya/Pintusevich | UKR  | Moskva, Ryssland    | 1993-02-02 |
| 6,05  | Irina Privalova                  | RUS  | Moskva, Ryssland    | 1993-02-02 |
| 6,03  | Irina Privalova                  | RUS  | Moskva, Ryssland    | 1994-02-01 |
| 6,00  | Merlene Ottey                    | JAM  | Moskva, Ryssland    | 1994-02-04 |
| 5,96+ | Irina Privalova                  | RUS  | Madrid, Spanien     | 1995-02-09 |

### 60 meter[6]
| Tid  | Person          | Land | Ort             | Datum      |
| ---- | --------------- | ---- | --------------- | ---------- |
| 7,00 | Nelli Cooman    | NED  | Madrid, Spanien | 1986-02-23 |
| 6,96 | Merlene Ottey   | JAM  | Madrid, Spanien | 1992-02-14 |
| 6,92 | Irina Privalova | RUS  | Madrid, Spanien | 1993-02-11 |
| 6,92 | Irina Privalova | RUS  | Madrid, Spanien | 1995-02-09 |

### 200 meter[6]
| Tid   | Person          | Land | Ort                    | Datum      |
| ----- | --------------- | ---- | ---------------------- | ---------- |
| 22,27 | Heike Drechsler | GDR  | Indianapolis, USA      | 1987-03-07 |
| 22,24 | Merlene Ottey   | JAM  | Sindelfingen, Tyskland | 1991-03-03 |
| 22,24 | Merlene Ottey   | JAM  | Sevilla, Spanien       | 1991-03-10 |
| 21,87 | Merlene Ottey   | JAM  | Liévin, Frankrike      | 1993-02-13 |

### 400 meter[6]
| Tid   | Person                | Land | Ort             | Datum      |
| ----- | --------------------- | ---- | --------------- | ---------- |
| 49,59 | Jarmila Kratochvílová | TCH  | Milano, Italien | 1982-03-07 |

### 800 meter[6]
| Tid     | Person            | Land | Ort             | Datum      |
| ------- | ----------------- | ---- | --------------- | ---------- |
| 1.58,42 | Sigrun Wodars     | GDR  | Wien, Österrike | 1987-02-01 |
| 1.57,64 | Christine Wachtel | GDR  | Turin, Italien  | 1988-02-10 |
| 1.56,40 | Christine Wachtel | GDR  | Wien, Österrike | 1988-02-13 |
| 1.55,82 | Jolanda Ceplak    | SLO  | Wien, Österrike | 2002-02-03 |

### 1 000 meter[6]
| Tid     | Person         | Land | Ort                        | Datum      |
| ------- | -------------- | ---- | -------------------------- | ---------- |
| 2.34,8  | Brigitte Kraus | FRG  | Dortmund, Västtyskland     | 1978-02-19 |
| 2.32,08 | Maria Mutola   | MOZ  | Birmingham, Storbritannien | 1996-02-10 |
| 2.31,23 | Maria Mutola   | MOZ  | Stockholm, Sverige         | 1996-02-25 |
| 2.30,94 | Maria Mutola   | MOZ  | Stockholm, Sverige         | 1999-02-25 |

### 1 500 meter[6]
| Tid      | Person             | Land | Ort                  | Datum      |
| -------- | ------------------ | ---- | -------------------- | ---------- |
| 4.00,8   | Mary Decker-Slaney | USA  | New York, USA        | 1980-02-08 |
| 4.00,27+ | Doina Melinte      | ROU  | East Rutherford, USA | 1990-02-09 |
| 3.59,98  | Regina Jacobs      | USA  | Boston, USA          | 2003-02-01 |
| 3.58,28  | Yelena Soboleva    | RUS  | Moskva, Ryssland     | 2006-02-18 |

### 1 engelsk mil[6]
| Tid     | Person             | Land | Ort                  | Datum      |
| ------- | ------------------ | ---- | -------------------- | ---------- |
| 4.20,5  | Mary Decker-Slaney | USA  | San Diego, USA       | 1982-02-19 |
| 4.18,86 | Doina Melinte      | ROU  | East Rutherford, USA | 1988-02-13 |
| 4.17,14 | Doina Melinte      | ROU  | East Rutherford, USA | 1990-02-09 |

### 3 000 meter[6]
| Tid     | Person             | Land | Ort                        | Datum      |
| ------- | ------------------ | ---- | -------------------------- | ---------- |
| 8.39,79 | Zola Budd/Pieterse | GBR  | Cosford, Storbritannien    | 1986-02-08 |
| 8.33,82 | Elly van Hulst     | NED  | Budapest, Ungern           | 1989-03-04 |
| 8.32,88 | Gabriela Szabo     | ROU  | Birmingham, Storbritannien | 2001-02-18 |
| 8.29,15 | Berhane Adere      | ETH  | Stuttgart, Tyskland        | 2002-02-03 |
| 8.27,86 | Liliya Shobukhova  | RUS  | Moskva, Ryssland           | 2006-02-17 |
| 8.23,72 | Meseret Defar      | ETH  | Stuttgart, Tyskland        | 2007-02-03 |

### 5 000 meter[6]
| Tid      | Person           | Land | Ort                        | Datum      |
| -------- | ---------------- | ---- | -------------------------- | ---------- |
| 15.34,5  | Margaret Groos   | USA  | Blacksburg, USA            | 1981-02-20 |
| 15.17,28 | Sonia O'Sullivan | IRL  | Boston, USA                | 1991-01-26 |
| 15.13,72 | Uta Pippig       | GER  | Stuttgart, Tyskland        | 1991-02-10 |
| 15.03,17 | Liz McColgan     | GBR  | Birmingham, Storbritannien | 1992-02-22 |
| 14.47,35 | Gabriela Szabo   | ROU  | Dortmund, Tyskland         | 1999-02-13 |
| 14.39,29 | Berhane Adere    | ETH  | Stuttgart, Tyskland        | 2004-01-31 |
| 14.32,93 | Tirunesh Dibaba  | ETH  | Boston, USA                | 2005-01-29 |
| 14.27,42 | Tirunesh Dibaba  | ETH  | Boston, USA                | 2007-01-27 |
| 14.24,37 | Meseret Defar    | ETH  | Stockholm, Sverige         | 2009-02-18 |

### 50 meter häck[6]
| Tid  | Person             | Land | Ort                 | Datum      |
| ---- | ------------------ | ---- | ------------------- | ---------- |
| 6,71 | Cornelia Oschkenat | GDR  | Berlin, Östtyskland | 1987-02-21 |
| 6,58 | Cornelia Oschkenat | GDR  | Berlin, Östtyskland | 1988-02-20 |

### 60 meter häck[6]
| Tid  | Person                | Land | Ort                        | Datum      |
| ---- | --------------------- | ---- | -------------------------- | ---------- |
| 7,74 | Jordanka Donkova      | BUL  | Sofia, Bulgarien           | 1987-02-14 |
| 7,73 | Cornelia Oschkenat    | GDR  | Wien, Österrike            | 1989-02-25 |
| 7,71 | Lyudmila Narozhilenko | URS  | Chelyabinsk, Sovjetunionen | 1990-02-04 |
| 7,69 | Lyudmila Narozhilenko | URS  | Chelyabinsk, Sovjetunionen | 1990-02-04 |
| 7,68 | Susanna Kallur        | SWE  | Karlsruhe, Tyskland        | 2008-02-10 |

### Höjd[6]
| Tid  | Person             | Land | Ort                 | Datum      |
| ---- | ------------------ | ---- | ------------------- | ---------- |
| 2.05 | Stefka Kostadinova | BUL  | Indianapolis, USA   | 1987-03-08 |
| 2.06 | Stefka Kostadinova | BUL  | Pireus, Grekland    | 1988-02-20 |
| 2.07 | Heike Henkel       | GER  | Karlsruhe, Tyskland | 1992-02-08 |
| 2.08 | Kajsa Bergqvist    | SWE  | Arnstadt, Tyskland  | 2006-02-04 |

### Stav[6]
| Tid  | Person                | Land | Ort                        | Datum      |
| ---- | --------------------- | ---- | -------------------------- | ---------- |
| 4.08 | Nicole Rieger/Humbert | GER  | Karlsruhe, Tyskland        | 1994-03-01 |
| 4.10 | Sun Caiyun            | CHN  | Zweibrücken, Tyskland      | 1995-01-27 |
| 4.11 | Sun Caiyun            | CHN  | Pulheim, Tyskland          | 1995-02-03 |
| 4.12 | Sun Caiyun            | CHN  | Berlin, Tyskland           | 1995-02-10 |
| 4.13 | Sun Caiyun            | CHN  | Karlsruhe, Tyskland        | 1995-02-12 |
| 4.15 | Sun Caiyun            | CHN  | Erfurt, Tyskland           | 1995-02-15 |
| 4.20 | Daniela Bártová       | CZE  | Prag, Tjeckien             | 1996-01-24 |
| 4.21 | Sun Caiyun            | CHN  | Landau, Tyskland           | 1996-01-28 |
| 4.27 | Sun Caiyun            | CHN  | Erfurt, Tyskland           | 1996-01-31 |
| 4.28 | Sun Caiyun            | CHN  | Tianjin, Kina              | 1996-02-27 |
| 4.30 | Emma George           | AUS  | Melbourne, Australien      | 1996-12-10 |
| 4.40 | Emma George           | AUS  | Melbourne, Australien      | 1996-12-10 |
| 4.40 | Stacy Dragila         | USA  | Paris, Frankrike           | 1997-03-09 |
| 4.41 | Daniela Bártová       | CZE  | Erfurt, Tyskland           | 1998-02-04 |
| 4.42 | Vala Flosadóttir      | ISL  | Bielefeld, Tyskland        | 1998-02-06 |
| 4.43 | Daniela Bártová       | CZE  | Prag, Tjeckien             | 1998-02-14 |
| 4.44 | Vala Flosadóttir      | ISL  | Eskilstuna, Sverige        | 1998-02-14 |
| 4.45 | Anzjela Balachonova   | UKR  | Valencia, Spanien          | 1998-03-01 |
| 4.46 | Daniela Bártová       | CZE  | Berlin, Tyskland           | 1998-03-06 |
| 4.47 | Emma George           | AUS  | Adelaide, Australien       | 1998-03-07 |
| 4.48 | Stacy Dragila         | USA  | Sindelfingen, Tyskland     | 1998-03-08 |
| 4.48 | Daniela Bártová       | CZE  | Sindelfingen, Tyskland     | 1998-03-08 |
| 4.50 | Emma George           | AUS  | Adelaide, Australien       | 1998-03-26 |
| 4.55 | Emma George           | AUS  | Adelaide, Australien       | 1998-03-26 |
| 4.56 | Nicole Humbert        | GER  | Stockholm, Sverige         | 1999-02-25 |
| 4.57 | Stacy Dragila         | USA  | Pocatello, USA             | 2000-02-19 |
| 4.61 | Stacy Dragila         | USA  | Pocatello, USA             | 2000-02-19 |
| 4.62 | Stacy Dragila         | USA  | Atlanta, USA               | 2000-03-03 |
| 4.63 | Stacy Dragila         | USA  | New York, USA              | 2001-02-02 |
| 4.64 | Svetlana Feofanova    | RUS  | Dortmund, Tyskland         | 2001-02-11 |
| 4.66 | Stacy Dragila         | USA  | Pocatello, USA             | 2001-02-17 |
| 4.70 | Stacy Dragila         | USA  | Pocatello, USA             | 2001-02-17 |
| 4.71 | Svetlana Feofanova    | RUS  | Stuttgart, Tyskland        | 2002-02-03 |
| 4.72 | Svetlana Feofanova    | RUS  | Stockholm, Sverige         | 2002-02-06 |
| 4.73 | Svetlana Feofanova    | RUS  | Gent, Belgien              | 2002-02-10 |
| 4.74 | Svetlana Feofanova    | RUS  | Liévin, Frankrike          | 2002-02-24 |
| 4.75 | Svetlana Feofanova    | RUS  | Wien, Österrike            | 2002-03-03 |
| 4.76 | Svetlana Feofanova    | RUS  | Glasgow, Storbritannien    | 2003-02-02 |
| 4.77 | Svetlana Feofanova    | RUS  | Birmingham, Storbritannien | 2003-02-21 |
| 4.78 | Stacy Dragila         | USA  | Boston, USA                | 2003-03-02 |
| 4.80 | Svetlana Feofanova    | RUS  | Birmingham, Storbritannien | 2003-03-16 |
| 4.81 | Yelena Isinbaeva      | RUS  | Donetsk, Ukraina           | 2004-02-15 |
| 4.83 | Yelena Isinbaeva      | RUS  | Donetsk, Ukraina           | 2004-02-15 |
| 4.85 | Svetlana Feofanova    | RUS  | Aten, Grekland             | 2004-02-22 |
| 4.86 | Yelena Isinbaeva      | RUS  | Budapest, Ungern           | 2004-03-06 |
| 4.87 | Yelena Isinbaeva      | RUS  | Donetsk, Ukraina           | 2005-02-12 |
| 4.88 | Yelena Isinbaeva      | RUS  | Birmingham, Storbritannien | 2005-02-18 |
| 4.89 | Yelena Isinbaeva      | RUS  | Liévin, Frankrike          | 2005-02-26 |
| 4.90 | Yelena Isinbaeva      | RUS  | Madrid, Spanien            | 2005-03-06 |
| 4.91 | Yelena Isinbaeva      | RUS  | Donetsk, Ukraina           | 2006-02-12 |
| 4.93 | Yelena Isinbaeva      | RUS  | Donetsk, Ukraina           | 2007-02-10 |
| 4.95 | Yelena Isinbaeva      | RUS  | Donetsk, Ukraina           | 2008-02-16 |
| 4.97 | Yelena Isinbaeva      | RUS  | Donetsk, Ukraina           | 2009-02-15 |
| 5.00 | Yelena Isinbaeva      | RUS  | Donetsk, Ukraina           | 2009-02-15 |

### Längd[6]
| Tid  | Person          | Land | Ort             | Datum      |
| ---- | --------------- | ---- | --------------- | ---------- |
| 7.32 | Heike Drechsler | GDR  | New York, USA   | 1987-02-27 |
| 7.37 | Heike Drechsler | GDR  | Wien, Österrike | 1988-02-13 |

### Tresteg[6]
| Tid   | Person             | Land | Ort                     | Datum      |
| ----- | ------------------ | ---- | ----------------------- | ---------- |
| 14.14 | Galina Tjistjakova | URS  | Glasgow, Storbritannien | 1990-03-03 |
| 14.30 | Inessa Kravets     | URS  | Sevilla, Spanien        | 1991-03-09 |
| 14.39 | Inessa Kravets     | URS  | Sevilla, Spanien        | 1991-03-09 |
| 14.44 | Inessa Kravets     | URS  | Sevilla, Spanien        | 1991-03-09 |
| 14.46 | Jolanda Tjen       | RUS  | Moskva, Ryssland        | 1993-02-28 |
| 14.47 | Inessa Kravets     | UKR  | Toronto, Kanada         | 1993-03-14 |
| 14.61 | Inna Lasovskaya    | RUS  | Moskva, Ryssland        | 1994-01-14 |
| 14.78 | Inna Lasovskaya    | RUS  | Moskva, Ryssland        | 1994-01-27 |
| 14.90 | Inna Lasovskaya    | RUS  | Liévin, Frankrike       | 1994-02-13 |
| 15.03 | Jolanda Tjen       | RUS  | Barcelona, Spanien      | 1995-03-11 |
| 15.16 | Ashia Hansen       | GBR  | Valencia, Spanien       | 1998-02-28 |
| 15.16 | Tatyana Lebedeva   | RUS  | Budapest, Ungern        | 2004-03-06 |
| 15.25 | Tatyana Lebedeva   | RUS  | Budapest, Ungern        | 2004-03-06 |
| 15.36 | Tatyana Lebedeva   | RUS  | Budapest, Ungern        | 2004-03-06 |

### Kula[6]
| Tid   | Person             | Land | Ort                       | Datum      |
| ----- | ------------------ | ---- | ------------------------- | ---------- |
| 22.50 | Helena Fibingerová | TCH  | Jablonec, Tjeckoslovakien | 1977-02-19 |

### Femkamp[6]
| Tid  | Person          | Land | Ort                        | Datum      |
| ---- | --------------- | ---- | -------------------------- | ---------- |
| 4215 | Odile Lesage    | FRA  | Nogent-sur-Oise, Frankrike | 1990-02-11 |
| 4276 | Odile Lesage    | FRA  | Liévin, Frankrike          | 1991-01-20 |
| 4655 | Liliana Nastase | ROU  | Berlin, Tyskland           | 1991-02-10 |
| 4726 | Liliana Nastase | ROU  | Bukarest, Rumänien         | 1992-01-26 |
| 4991 | Irina Belova    | EUN  | Berlin, Tyskland           | 1992-02-15 |

### 3000 meter gång[6]
| Tid      | Person               | Land    | Ort                     | Datum      |
| -------- | -------------------- | ------- | ----------------------- | ---------- |
| 12.05,49 | Olga Krishtop        | URS     | Indianapolis, USA       | 1987-03-06 |
| 12.01,65 | Kerry Junna-Saxby    | AUS     | Budapest, Ungern        | 1989-03-04 |
| 11.59,36 | Beate Anders/Gummelt | GDR     | Glasgow, Storbritannien | 1990-03-04 |
| 11.55,99 | Beate Anders/Gummelt | GER     | Dortmund, Tyskland      | 1991-02-17 |
| 11.50,90 | Beate Anders/Gummelt | GER     | Sevilla, Spanien        | 1991-03-09 |
| 11.44,00 | Alina Ivanova        | EUN/RUS | Moskva, Ryssland        | 1992-02-07 |
| 11.40,33 | Claudia Iovan        | ROU     | Bukarest, Rumänien      | 1999-01-30 |

### 4 x 200 meter[6]
| Tid     | Lag                 | Land | Ort                        | Datum      |
| ------- | ------------------- | ---- | -------------------------- | ---------- |
| 1.33,56 | VFL Sindelfingen    | FRG  | Sindelfingen, Västtyskland | 1986-02-08 |
| 1.32,55 | SC Eintracht Hamm   | FRG  | Dortmund, Västtyskland     | 1988-02-20 |
| 1.32,55 | LG Olympia Dortmund | GER  | Karlsruhe, Tyskland        | 1999-02-21 |
| 1.32,41 | Ryssland            | RUS  | Glasgow, Storbritannien    | 2005-01-29 |

### 4 x 400 meter[6]
| Tid     | Lag           | Land | Ort                     | Datum      |
| ------- | ------------- | ---- | ----------------------- | ---------- |
| 3.34,38 | Västtyskland  | FRG  | Dortmund, Västtyskland  | 1981-01-30 |
| 3.28,80 | Sovjetunionen | URS  | Paris, Frankrike        | 1991-02-23 |
| 3.27,22 | Tyskland      | GER  | Sevilla, Spanien        | 1991-03-10 |
| 3.26,84 | Ryssland      | RUS  | Paris, Frankrike        | 1997-03-09 |
| 3.24,25 | Ryssland      | RUS  | Maebashi, Japan         | 1999-03-07 |
| 3.23,88 | Ryssland      | RUS  | Budapest, Ungern        | 2004-03-07 |
| 3.23,37 | Ryssland      | RUS  | Glasgow, Storbritannien | 2006-01-28 |

### 4 x 800 meter[6]
| Tid     | Lag                  | Land | Ort              | Datum       |
| ------- | -------------------- | ---- | ---------------- | ----------- |
| 8.25,5  | Villanova University | USA  | Gainesville, USA | 1987-02-07  |
| 8.18,71 | Ryssland             | RUS  | Moskva, Ryssland | 1994-02-04  |
| 8.18,54 | Moskva oblast        | RUS  | Moskva, Ryssland | 2007- 02-11 |
| 8.12,41 | Moskva-1             | RUS  | Moskva, Ryssland | 2010-02-28  |
| 8.06,24 | Moskva oblast        | RUS  | Moskva, Ryssland | 2011-02-18  |